# Virar
Virar  (en marathi:  विरार )  était une ville de l'état du Maharashtra en Inde. Depuis 2009, Virar fait partie de la ville nouvelle de Vasai-Virar dans la  Métropole de Mumbai.

## Géographie
Virar a une gare qui est un terminus du réseau ferré métropolitain de Mumbai.
Sa population est de 118 945 habitants en 2001.